# Tasiocera minima
Tasiocera minima là một loài ruồi trong họ Limoniidae. Chúng phân bố ở miền Cổ bắc.